# لامبرت آدم
لامبرت آدم (بالفرنسية: Lambert Sigisbert Adam)‏ (و. 1700 – 1759 م) هو نحات فرنسي، ولد في نانسي، كان عضوًا في الأكاديمية الملكية للرسم والنحت، توفي في باريس، عن عمر يناهز 59 عاماً.

## جوائز
حصل على جوائز منها:
- جائزة روما (1723)
- resident at the Villa Medici ‏[10]